# Beadle County
Beadle County är ett administrativt område i delstaten South Dakota, USA. År 2010 hade countyt 17 398 invånare. Den administrativa huvudorten (county seat) är Huron. 

## Geografi
Enligt United States Census Bureau har countyt en total area på 3 276 km². 3 260 km² av den arean är land och 16 km² är vatten. 

### Angränsande countyn
- Spink County, South Dakota - nord
- Clark County, South Dakota - nordost
- Kingsbury County, South Dakota - öst
- Sanborn County, South Dakota - sydost
- Jerauld County, South Dakota - sydväst
- Hand County, South Dakota - väst